# Sora Tokui
Sora Tokui (徳井 青空 Tokui Sora; Minamibōsō, 26 dicembre 1989) è una doppiatrice e cantante giapponese.
Fa parte del gruppo di cantanti Milky Holmes , formato dalle quattro doppiatrici principali del franchise mediatico Tantei Opera Milky Holmes.

## Doppiaggio

### Serie televisive anime
- Nero Yuzurizaki in Tantei Opera Milky Holmes (2010)
- Misaki in Chitose Get You!! (2012)
- Sasami Sasasegawa in Little Busters!  (2012)
- Junna Daitoku in Robotics;Notes (2012)
- Nico Yazawa in Love Live! School Idol Project (2013)
- Katia in Fantasista Doll (2013)
- Mayta in Suisei no Gargantia (2013)
- Suzu Kurokawa in Kiratto Pri☆Chan (2019-2021)
- Rima in  Princess Connect! Re:Dive (2020)
- Akari Nitta in Jujutsu kaisen - Sorcery Fight (2020-2023)
- Saki Sakuragawa in Tropical-Rouge! Pretty Cure (2021)
- Short in Reborn as a Vending Machine, I Now Wander the Dungeon (2023)
- Suzuran Kazami in Liar, Liar (2023)
- Airi Mitsuba in Himitsu no AiPri (2023)
- Ōi in Grendizer U (2024)

### Videogiochi
- Mari Straiter in Legasista
- Junna Daitoku in Robotics;Notes
- Lilliel Saotome in The Guided Fate Paradox
- Orologia (femmina) e Nico Yazawa in Granblue Fantasy
- Moru in Hyperdevotion Noire: Goddess Black Heart
- Lilliel Saotome in The Awakened Fate Ultimatum
- Noelle in Lord of Magna: Maiden Heaven
- Hanabi in Senran Kagura: Estival Versus
- Tenko Chabashira in Danganronpa V3: Killing Harmony
- Hanabi in Senran Kagura: Peach Beach Splash
- Kei Narimiya in Blue Reflection
- Hanabi in Shinobi Master Senran Kagura: New Link
- Rima in Princess Connect! Re:Dive
- Swire in Arknights
- Momoi Saiba in Blue Archive
- T.M. Opera O in Uma Musume: Pretty Derby
- Elvira in Guardian Tales
- Liu Huo in Tower of Fantasy
- Blanc in Goddess of Victory: Nikke
- Hook in Honkai: Star Rail
- Emelia in Rusty Rabbit

### Altro
- Bailee Madison in Pretty Little Liars: Original Sin